# پایگاه هوایی احمد ال‌جابر
پایگاه هوایی احمد ال‌جابر (به عربی: قاعدة احمد الجابر الجوية) یک فرودگاه نظامی است که در شهر کویت کشور کویت قرار دارد و در ارتفاع ۱۲۴ متری از سطح دریا واقع شده‌است.